# Dennis Gassner
Dennis Gassner (sinh ngày 22 tháng 10 năm 1948) là nhà thiết kế sản xuất người Canada. Ông được biết đến với các thành tựu từ Bugsy, Road to Perdition, Big Fish, Tội phạm nhân bản 2049 và 1917, cũng như bộ phim thứ 22, 23 và 24 của thương hiệu James Bond, lần lượt là Định mức khuây khỏa, Tử địa Skyfall và Spectre. Ông từng được đề cử bảy lần tại Giải Oscar cho Thiết kế sản xuất xuất sắc nhất và chiến thắng một lần với tác phẩm Bugsy.

## Giải Oscar
| Năm  | Đề cử                  | Hạng mục                        | Kết quả   |
| ---- | ---------------------- | ------------------------------- | --------- |
| 1991 | Barton Fink            | Thiết kế sản xuất xuất sắc nhất | Đề cử     |
| 1991 | Bugsy                  | Thiết kế sản xuất xuất sắc nhất | Đoạt giải |
| 2002 | Road to Perdition      | Thiết kế sản xuất xuất sắc nhất | Đề cử     |
| 2007 | Chiếc la bàn vàng      | Thiết kế sản xuất xuất sắc nhất | Đề cử     |
| 2014 | Khu rừng cổ tích       | Thiết kế sản xuất xuất sắc nhất | Đề cử     |
| 2017 | Tội phạm nhân bản 2049 | Thiết kế sản xuất xuất sắc nhất | Đề cử     |
| 2019 | 1917                   | Thiết kế sản xuất xuất sắc nhất | Đề cử     |